# Colonia Sonora, Morelos
Colonia Sonora är en ort i Mexiko.   Den ligger i kommunen Tetecala och delstaten Morelos, i den sydöstra delen av landet, 80 km söder om huvudstaden Mexico City. Colonia Sonora ligger 1 007 meter över havet och antalet invånare är 827.
Terrängen runt Colonia Sonora är kuperad västerut, men österut är den platt. Runt Colonia Sonora är det ganska tätbefolkat, med 129 invånare per kvadratkilometer. Närmaste större samhälle är Puente de Ixtla, 16,6 km sydost om Colonia Sonora. I omgivningarna runt Colonia Sonora växer huvudsakligen savannskog.